# Josef Ternström
Carl Josef Ternström (Gävle, 4 dicembre 1888 – Söderala, 2 maggio 1953) è stato un mezzofondista svedese.
Nel 1912 prese parte ai Giochi olimpici di Stoccolma dove conquistò il quinto posto nella corsa campestre e la medaglia d'oro nel cross a squadre insieme ai connazionali Hjalmar Andersson e John Eke.

## Palmarès
| Anno | Manifestazione  | Sede      | Evento          | Risultato | Prestazione | Note |
| ---- | --------------- | --------- | --------------- | --------- | ----------- | ---- |
| 1912 | Giochi olimpici | Stoccolma | Cross           | 5º        | 47'07"7     |      |
| 1912 | Giochi olimpici | Stoccolma | Cross a squadre | Oro       | 10 p.       |      |